# インセクターX
『インセクターX』 (Insector X) は、1989年にタイトーからリリースされたアーケードゲーム。昆虫をモチーフとした敵を倒していくサイドビューの横スクロールシューティングゲームである。同社の作品である『中華大仙』（1988年）との類似性が多い。
1990年にメガドライブに移植され開発元のホット・ビィから発売された他、同年にファミリーコンピュータに移植されタイトーから発売された。
アーケード版は日本国内ではPlayStation 2用ソフト『タイトーメモリーズ下巻』（2005年）、欧州および北米では『Taito Legends 2』（2006年）に収録された。

## ゲーム内容

### システム
8方向レバー、2ボタン（ショット、特殊）を操作し、ボスを倒せば1面クリア。全5ステージ。
残機制で、敵または敵の攻撃に触れる、またはスクロールで壁にはさまれると1ミス。

### パワーアップ
自機ヤンマーのショットは通常時は単発だが、パワーアップすると連装式となり、これに上下に弾が加わって攻撃範囲が増していく。最強状態では網型のレーザーに、斜め上下に拡がる弾となる。
特殊攻撃にDDTがあり、これは緊急時に使う武器となっている。

### アイテム
スズメガを倒すとアイテムが出現する。1UPもある。
その他、道中に登場する中ボス（セミ、クワガタムシ、カミキリムシ、カブトムシ、ホタル）も倒すと、アイテムを放出する。

## 設定

### ストーリー
昆虫族の勇者ヤンマーは、昆虫界を襲う敵昆虫軍団と戦ったものの敗れ、人間の少年に助けられた。敵が昆虫界を征服していることを知ったヤンマーは再び立ち上がり、戦いに向かう。

### ステージ構成
全5ステージ。ボスはそれぞれ5体登場し、全て虫がモチーフになっている。
ステージ1 遺跡
ボスはハチ。
ステージ2 草原
ボスはバッタ。
ステージ3 都市
ボスはガ。
ステージ4 森林
ボスはクモ。
ステージ5 要塞
ボスはカマキリ。

## 移植版
| No. | タイトル               | 発売日                      | 対応機種                   | 開発元       | 発売元                       | メディア                        | 型式                       | 売上本数 | 備考                                     |
| --- | ---------------------- | --------------------------- | -------------------------- | ------------ | ---------------------------- | ------------------------------- | -------------------------- | -------- | ---------------------------------------- |
| 1   | インセクターX          | 1990年9月7日 1990年10月     | メガドライブ               | ホット・ビィ | ホット・ビィ Sage's Creation | 4メガビットロムカセット         | T-28023 47036              | -        |                                          |
| 2   | インセクターX          | 1990年9月20日               | ファミリーコンピュータ     | ホット・ビィ | タイトー                     | 2メガビットロムカセット         | TFC-IS                     | -        |                                          |
| 3   | タイトーメモリーズ下巻 | 2005年8月25日               | PlayStation 2              | タイトー     | タイトー                     | DVD-ROM                         | SLPM-66092                 | -        | アーケード版の移植                       |
| 4   | Taito Legends 2        | 2006年3月31日 2007年5月16日 | Xbox PlayStation 2 Windows | タイトー     | Empire Interactive Destineer | DVD-ROM                         | PS2: SLES-53852 SLUS-21349 | -        | アーケード版の移植、Xbox版は欧州のみ発売 |
| 5   | インセクターX          | 2006年6月1日                | Windows                    | セガ         | セガ                         | ダウンロード （セガゲーム本舗） | -                          | -        | メガドライブ版の移植                     |

ファミリーコンピュータ版
タイトーより発売。アーケード版の雰囲気を保った移植。プレイヤーに女の子キャラクターが追加されている。またボス戦の背景が、真っ暗になっており、最終ボスだけがアーケード版と違っている。
メガドライブ版
ホット・ビィより販売。すべてのキャラクターがメカ風のデザインに変更されており、BGMも金属調のアレンジがなされている。

## スタッフ
ファミリーコンピュータ版
- プログラム：平山丈時

## 評価
メガドライブ版
ゲーム誌『ファミコン通信』のクロスレビューでは合計で27点（満40点）、『メガドライブFAN』の読者投票による「ゲーム通信簿」での評価は以下の通りとなっており、15.37点（満30点）となっている。また、同雑誌1993年7月号特別付録の「メガドライブ&ゲームギア オールカタログ'93」では、「業務用のコミカル路線を一変し、シリアス路線にイメージチェンジして移植」と紹介されている。
| 項目 | キャラクタ | 音楽 | 操作性 | 熱中度 | お買得度 | オリジナリティ | 総合  |
| 得点 | 2.89       | 2.60 | 2.55   | 2.47   | 2.28     | 2.58           | 15.37 |

ゲーム誌『BEEP!メガドライブ』の「BEメガ・ドッグレース」では8、6、7、7の合計28点（満40点）。レビュアーはAC版のコミカルさとガラリと変わってシリアスになりグラフィックがリアル、だが攻撃や背景が派手だが派手すぎて弾が見難いことがある、難易度がシビアだとした。
ファミリーコンピュータ版
ゲーム誌『ファミコン通信』の「クロスレビュー」では合計25点（満40点）、『ファミリーコンピュータMagazine』の読者投票による「ゲーム通信簿」での評価は以下の通りとなっており、18.40点（満30点）となっている。同誌1991年5月10日号特別付録の「ファミコンロムカセット オールカタログ」では、「オプションで難易度の設定ができるのもウレシイ」と紹介されている。
| 項目 | キャラクタ | 音楽 | 操作性 | 熱中度 | お買得度 | オリジナリティ | 総合  |
| 得点 | 3.46       | 3.02 | 3.21   | 3.01   | 2.88     | 2.82           | 18.40 |